# 维伦多夫
维伦多夫是奥地利下奥地利州诺因基兴县的一个市镇。总面积7.31平方公里，总人口847人，人口密度115.9人/平方公里（2005年）。